# Instituto Nacional de Desarrollo
Instituto Nacional de Desarrollo (INADE), era el organismo encargado de la gestión de importantes programas de riego en el Perú, perteneciente al Ministerio de Agricultura, hoy Ministerio de Agricultura y Riego. 

## Proyectos

### Sierra
1. Sierra Centro Sur
2. Lago Titicaca (Proyecto Especial Lago Titicaca - PELT)

### Costa
1. Puyango Tumbes
2. Jequetepeque - Saña
3. Chinecas
4. Chavimochic (Actualmente transferido al Gobierno Regional de La Libertad).

En el pasado implementó desde sus inicios el Proyecto Especial Chira Piura, un importante sistema de riego en los valles de los ríos Chira y Piura, alimentados por las aguas regularizadas de la represa de Poechos. A partir de la década de 1990, el Proyecto Especial Chira Piura es administrado por la Región Piura.
1. Pasto Grande - Moquegua.

Actualmente transferido al Gobierno Regional de Moquegua con el nombre de "Proyecto Especial Regional Pasto Grande" (PERPG)
/* Costa */ Proyecto Especial Tacna

### Selva
1. Río Putumayo
2. Jaén-San Ignacio- Bagua
3. Huallaga Central y Bajo Mayo
4. Alto Huallaga
5. Pichis Palcazú
6. Madre de Dios